# チョン・スラ
チョン・スラ（1963年12月13日 - ）は韓国の女性歌手。中央大学校卒業。1974年にデビューした。ジェイミュージックカンパニー所属。代表曲は「ああ!大韓民国（아! 대한민국）」（健全歌謡）、「私はあなたに（난 너에게）」、「歓喜（환희）」。

## 経歴
1974年、小学5年生の時にCMソング「鐘の音（종소리）」で歌手デビュー。この曲のヒットで、第1回韓国歌謡祭で人気賞と金賞を受賞、主にCMソングを歌いながら顔のない歌手として活動した。
1982年に本格的に歌手活動を開始。1983年に発表した「ああ!大韓民国（아! 대한민국）」がKBS歌謡トップ10を発表。翌年にかけてヒット、5週連続1位を獲得し一躍人気歌手となる。1985年には、ク・チャンモと第1回アジア放送連盟歌謡祭にデュエット曲を発表。また、個人の活動では「街並み（도시의 거리）」でKBS歌謡トップ10で3週連続1位を獲得しKBS歌謡大賞で大賞を受賞する。
1986年には、映画「恐怖の外人球団」の主題歌「私はあなたに（난 너에게）」で百想芸術大賞主題歌賞（映画部門）及び、自身2度目のKBS歌謡大賞・大賞を受賞する。1988年には「歓喜（환희）」がKBS歌謡トップ10で通算8週1位を獲得した。
1988年には「ああ！大韓民国」の日本語バージョンをにしきのあきらとのデュエットでCBS・ソニーからシングル盤として発売した。

## ディスコグラフィ
- 1集「そんな人が好き（그런 사람이 나는 좋아）」（1982年）
- 2集「風だったのね（바람이었나）」（1983年）
- 3集「ああ!大韓民国（아! 대한민국）」（1983年）
- 4集「父の椅子（아버지의 의자）」（1984年）
- 5集「漁師の娘（어부의 딸）」（1987年）
- 6集「歓喜（환희）」（1988年）
- 7集「カフェで会いましょう（카페에서 만나줘요）」（1989年）
- 8集「祭り（축제）」（1990年）
- 9集「世界を感じるとき（세상을 느낄 때）」（1991年）
- 10集「首をかしげた女性（고개숙인 여자）」（1992年）
- 11集「間違い電話（잘못 걸려온 전화）」（1994年）
- 12集「愛して（사랑해줘）」（1997年）
- 13集「何をしてるの（뭐 하자는 거야）」（2001年）
- 14集「愛すればこそ（사랑하기 때문에）」（2002年）
- 15集「過ぎれば（지나가면）」（2005年）
- 16集「私たちふたり（우리 둘이）」（2008年）
- 17集「Beautiful Day」（2009年）
- 18集「愛をもう一度..（사랑을 다시 한 번..）」（2012年）

## 出演映画
- 恐怖の外人球団（主題歌：「私はあなたに（난 너에게）」）（1986年）
- 忘れな草（主題歌：「忘れな草（물망초」）（1987年）

## 受賞経歴
- 1974年　第1回韓国歌謡賞　人気賞、金賞「鐘の音（종소리）」
- 1983年　KBS歌謡大賞　新人歌手賞「ああ!大韓民国（아! 대한민국）」
- 1983年　MBC10大歌手歌謡祭　新人歌手賞「ああ!大韓民国（아! 대한민국）」
- 1984年　KBS歌詞大賞　大賞「草の葉の露（풀잎 이슬）」
- 1984年　MBC10大歌手歌謡祭 10大歌手賞
- 1985年　第1回ABU歌謡賞　大賞「美しい世界（아름다운 세상）」
- 1985年　MBC10大歌手歌謡祭 10大歌手賞
- 1985年　KBS歌謡大賞　大賞「街並み（도시의 거리）」
- 1986年　MBC10大歌手歌謡祭 10大歌手賞
- 1986年　KBS歌謡大賞　大賞「私はあなたに（난 너에게）」
- 1987年　KBS歌謡大賞　歌手賞
- 1988年　KBS歌謡大賞　歌手賞
- 1988年　MBC10大歌手歌謡祭 10大歌手賞
- 1997年　文化体育部（現：文化観光部）長官表彰
- 2004年　KBS歌謡大賞　歌手賞
- 2011年  第2回大韓民国大衆文化芸術賞　国務総理表彰

### 歌謡番組1位獲得楽曲
| 年     | 番組 |
| ------ | --- |
| 1984年 | - ああ!大韓民国（아! 대한민국） - 3月 18日 KBS歌謡トップ10 - 3月 25日 KBS歌謡トップ10 - 4月 1日 KBS歌謡トップ10 - 4月 8日 KBS歌謡トップ10 - 4月 15日 KBS歌謡トップ10 （5週連続、ゴールデンカップ）                                      |
| 1985年 | - 都市の街（도시의 거리） - 5月 8日 KBS歌謡トップ10 - 5月 15日 KBS歌謡トップ10 - 5月 22日 KBS歌謡トップ10 |
| 1986年 | - 私はあなたに（난 너에게） - 11月 26日 KBS歌謡トップ10 - 12月 3日 KBS歌謡トップ10 - 12月 10日 KBS歌謡トップ10 - 12月 17日 KBS歌謡トップ10 - 12月 31日 KBS歌謡トップ10 （5週連続、ゴールデンカップ）                                    |
| 1988年 | - 歓喜（환희） - 8月 10日 KBS歌謡トップ10 - 8月 17日 KBS歌謡トップ10 - 8月 31日 KBS歌謡トップ10 - 9月 7日 KBS歌謡トップ10 - 9月 14日 KBS歌謡トップ10 - 9月 21日 KBS歌謡トップ10 - 10月 12日 KBS歌謡トップ10 - 10月 19日 KBS歌謡トップ10 |